# معركة كرناز
معركة كرناز معركة وقعت في بلدة كرناز والقرى المجاورة لها، ضمن مجريات الحرب الأهلية السورية، أدّت إلى لحاق الدمار بمباني البلدة والمرافق التابعة لها، ونزوح أهاليها إلى المناطق المجاورة. كانت المعارضة السورية قد سيطرت على المدينة في صيف 2011 ودامت سيطرتها حتى شباط من عام 2013، حيث جهز الجيش السوري والقوات التابعة له لإعادة السيطرة على المنطقة، حيث بدأ الهجوم في العاشر من شباط واستمرت الاشتباكات حتى نهاية شباط، حيث أدّت إلى سيطرة قوات النظام عليها.
نطرا للأهمية الإسترانيجية للبلدة، كونها نقطة فاصلة بين المناطق التي تسيطر عليها المعارضة، وبقية أنحاء سوريا التي ظل الجيش السوري يحتفظ بها، حيث قامت قوات الجيش السوري بتحصين المدينة من خلال وضع وحدات عسكرية على التلال التابعة لها، وهي تل الشيخ حديد، تل المغير، تل الحماميات، وتل ملح، حيث أرادت جعلها نقطة دفاع متقدمة عن المناطق الخاضعة لسيطرتها جنوب خط محردة - السقيلبية، وتجمع لقوات الجيش، متخذة من المباني نقاط عسكرية لها. جرت لاحقا عدة محاولات من قبل قوات المعارضة لإعادة احتلال المدينة، لكن باءت جميعها بالفشل، لتقتصر على عمليات كر وفر.